# Кукуш (округ)
Округ Кукуш је округ у периферији Средишња Македонија и историјској покрајини Македонији, у северној Грчкој. Управно средиште округа је истоимени град Кукуш, а значајни су и градови Ругуновец, Гуменџе и Бојмица.
Округ Кукуш је успостављен 2011. године на месту некадашње префектуре, која је имала исти назив, обухват и границе.

## Природни услови
Округ Кукуш једна је од пограничних и има границу са Северном Македонијом на северу. На истоку се округ граничи са округом Сер, на југу са округом Солун, док се на западу округ Кукуш граничи са округом Пела.
Већи, средишњи део округа је равничарски (долина Вардара), док се на западу пружају планине Пајак, а на истоку планине Беласица и Карадаг. На северној граници налази се и мало Дојранско језеро, које Грчка дели са Северном Македонијом. Клима је средоземна.

## Историја
Најважнији део историје на подручју округа Кукуш везан је античког македонског краљевства. У средњем веку подручје насељавају Словени, да би касније подручје више векова владало Османско царство. 1913. г. подручје Кукуша припојено је Грчкој, а некадашње бројно турско становништво исељено је после Грчко-турског рата 1923. г. и замењено грчким избеглицама из Мале Азије.
1939. г. образована је префектура Кукуш издвајањем из префектуре Солун, која је данас округ.

## Становништво
По попису из 2021. године округ Кукуш је имао око 70.000 становника, од чега око 25% живи у седишту округа, граду Кукушу.
Етнички састав: Главно становништво округа су Грци, уз присуство словенске и влашке мањине. Већина Грка воде порекло од избеглица из Мале Азије. Последњих година овде се населио и омањи број насељеника из целог света.
Густина насељености је око 43 ст./км², што је значајно мање од просека Грчке (око 80 ст./км²). Равничарски део око Вардара је много боље насељен него планинско залеђе на северозападу и североистоку.

## Привреда
Обласна привреда углавном је заснована на пољопривреди и то на узгајању воћа. С тим у вези развијена је и прехрамбена индустрија.

## Управна подела и насеља
Округ Кукуш се дели на 2 општине:
1. Кукуш
2. Пеонија

Кукуш је седиште округа и једино веће насеље (> 10.000 ст.). Значајна насеља су и Ругуновец, Гуменџе и Бојмица.